# Gustav Meyrink
 (août 2017).
Si vous disposez d'ouvrages ou d'articles de référence ou si vous connaissez des sites web de qualité traitant du thème abordé ici, merci de compléter l'article en donnant les références utiles à sa vérifiabilité et en les liant à la section « Notes et références ».
Œuvres principales
- Le Golem
- La nuit de Walpurgis

Gustav Meyrink est un écrivain autrichien né Gustav Meyer à Vienne le 19 janvier 1868 et mort à Starnberg, en Bavière, le 4 décembre 1932.
Traducteur et nouvelliste inscrit dans le mouvement martiniste, Gustav Meyrink est, comme son cadet Leo Perutz, un continuateur estimé, en particulier par Max Brod et Rainer Maria Rilke, d'un genre fantastique propre à la littérature de langue allemande. Durant la première Guerre mondiale, qui pour d'autres sonne l'heure des engagements, il rompt avec l'anticonformisme du cercle de Schwabing et commence de publier une série de six romans à succès. Dans une optique théosophiste, il y développe une thématique ésotérique à travers un imaginaire à chaque fois différent, successivement tiré de la Kabbale, du yoga, du védisme, du taoisme, de l'alchimie, du tantrisme.

## Biographie

### Enfant non désiré
Enfant illégitime, Gustav Meyer voit le jour dans une semi-clandestinité à l'hôtel Au bouc bleu (Zum blauen Bock), où sa mère, la tragédienne célibataire Marie Meyer (de) fuyant Stuttgart pour Vienne, a rejoint sa sœur aînée, la soprano alors au sommet de sa gloire Louise Dustmann-Meyer (de). Le père, alors âgé de cinquante neuf ans, est un homme marié, père de sept enfants, le baron Karl von Varnbüler (de). Ministre des Affaires étrangères du Wurtemberg, il exerce de fait les fonctions de chef d'état du royaume. À l'état civil autrichien, Marie Meyer, qui a vingt sept ans et depuis deux ans fait partie de la troupe du théâtre de la cour royale (de) de Stuttgart, déclare avoir l'année précédente épousé dans cette ville un certain Karl Berg et l'acte de naissance enregistre l'enfant sous le nom de Gustav Berg. Celui-ci est baptisé au temple luthérien.
Gustav Meyer ne se départira jamais d'un profond ressentiment nourri à l'endroit de sa mère, qui aura été négligente sinon absente. Dès 1891, il prendra pour nom de plume le patronyme d'un lointain ancêtre maternel qui fut officier dans l'armée de Saxe, Meyrink. Meyer est l'objet de quolibets à cause de l'expression allemande « je veux bien me faire appeler Meyer », qui signifie qu'il y a aussi peu de chance d'admettre quelque chose que de se convertir au judaïsme. En 1901, l'état civil de Bavière entérinera l'usage et Meyrink deviendra le nom officiel de l'écrivain. Quand en 1919 Gustav Meyrink, désormais célèbre, se verra proposer par ses demi frères et sœurs, proches de Bismarck, d'adopter leur nom de Varnbüler von und zu Hemmingen (de), il pourra refuser poliment. 
Jusqu'à l'âge de treize ans, Gustav Meyrink grandit à Munich. Il y fait son école primaire puis entre au gymnase du duc (de) Guilaume. Il passe les années 1881 et 1882 à Hambourg, où il est pensionnaire à l'école Saint-Jean. En 1883, sa mère s'installe à Prague.

### Prague

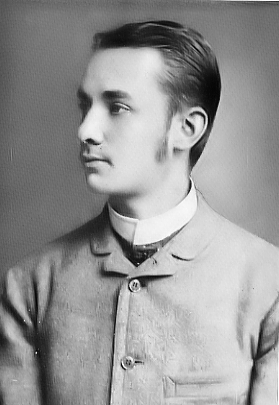
Gustav Meyer à l'âge de dix huit ans.

Meyrink habite à Prague pendant vingt ans et l'a souvent dépeinte dans ses œuvres. Prague n'apparaît pas comme décor, mais comme personnage, notamment dans les romans Le Golem et La nuit de Walpurgis. À Prague se serait produit un événement qui aurait joué un rôle providentiel dans la vie de Meyrink. 
En 1889, avec le neveu du poète Christian Morgenstern, il fonde la banque Meier et Morgenstern. En 1902, accusé de fraude dans la conduite de ses affaires bancaires, il passe deux mois et demi en prison, avant d'être disculpé et lavé de tout soupçon. Mais il choisit malgré tout de mettre fin à sa carrière de banquier. Ses expériences carcérales sont décrites dans son roman le plus célèbre, Le Golem.
En 1892, alors qu'il est décidé à se suicider d'une balle dans la tête, une mystérieuse lettre glissée sous sa porte parlant de la vie dans l'au-delà l'arrête dans son geste. Meyrink a décrit la scène dans une nouvelle autobiographique, Le pilote.
Il commence alors à étudier la littérature occulte, mais aussi la théosophie, la Kabbale, la sophiologie chrétienne et le mysticisme oriental, qu'il essaye de pratiquer, dans un premier temps tout à fait naïvement. Jusqu'à sa mort Meyrink a pratiqué le yoga. C'est le hatha-yoga qui l'a aidé à surmonter des douleurs dorsales sérieuses aggravées par le diabète. Les résultats de ces études apparaissent clairement dans ses œuvres, qui traitent presque toujours de diverses traditions occultes.
En 1893, il adhère à la loge L'Étoile bleue de l'Ordre Martiniste. Il y est initié par le baron Adolf Leonhardi de Platz.

### Premières œuvres
Dans les années 1900, Meyrink commence sa carrière littéraire en publiant des nouvelles dans le magazine Simplicissimus. Ces nouvelles, de veine tantôt satirique, grotesque ou fantastique, remportent un certain succès auprès des lecteurs de la revue munichoise ; elles sont alors réunies dans trois recueils à partir de 1903 par l'éditeur Albert Langen. Vers cette époque, Meyrink se rend à Vienne. Le 8 mai 1905, il épouse Philomene Bernt, qu'il connaissait depuis 1896. Le 16 juillet 1906 nait leur fille Sybil Felizata. En 1908, son troisième recueil de nouvelles, Les figures de cire, est édité. Le 17 janvier 1908, la veille du 40e anniversaire de Meyrink, nait son deuxième fils Harro Fortunat - nom qu'il donne au personnage principal d'une de ses histoires, Le visage vert. Étant dans une situation financière très délicate, Meyrink travaille comme traducteur. En cinq ans il parvient à traduire en allemand quinze volumes de Charles Dickens. Il a continué de traduire jusqu'à sa mort, y compris des ouvrages occultes comme le Livre des morts des Anciens Égyptiens. En 1911, la famille s'installe dans la petite ville bavaroise de Starnberg. Il publie l'ensemble de ses nouvelles à Munich en 1913.

### La notoriété
C'est en 1915 que Meyrink publie son premier roman, qui est aussi le plus célèbre, le Golem. Le roman est un succès énorme, souvent réédité, il fait l'objet de deux adaptations cinématographiques. En 1916, Meyrink publie un recueil de nouvelles et son deuxième roman, Le visage vert, dont le tirage atteint 40 000 exemplaires, contre 100 000 pour le Golem. L'année suivante, il rédige son troisième roman, La Nuit de Walpurgis. Les affaires de Meyrink s'améliorant, il achète une villa à Starnberg, qu'il appelle la Maison de la dernière lanterne d'après le nom de la maison du Golem. C'est là que lui et sa famille vécurent les huit années suivantes, au cours desquelles il écrit deux autres romans :  Le Dominicain blanc et sa dernière œuvre, centrée sur l'alchimiste John Dee, L'Ange à la fenêtre d'Occident, en 1927.

### Quasi suicide

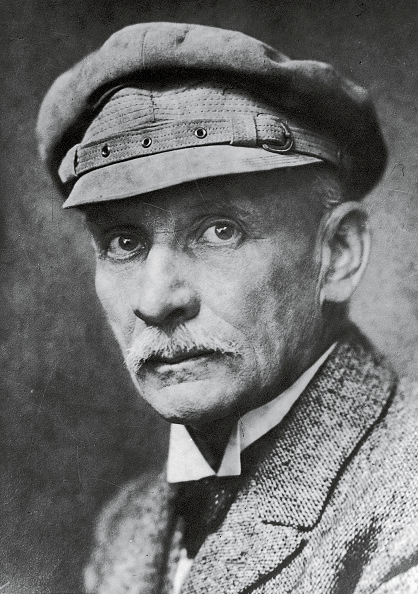
Dernier portrait de Gustav Meyrink.

Alpiniste, le fils de Meyrink, Harro Fortunat, fait en montagne une chute qui le laisse paraplégique. Il choisit de mettre fin à cette dégradation physique en se suicidant le 12 juillet 1932. Il avait vingt quatre ans, âge auquel son père fit lui même une tentative de suicide.
Miné par le chagrin et les soucis financiers, Gustav Meyrink voit sa santé s'altérer. Un matin, six mois après la mort de son fils, il termine une nuit d'angoisse et d'insomnie, assis dans son lit, en s'exposant, poitrine nue et bras écartés, au froid qui pénètre par la fenêtre ouverte. Cette quasi euthanasie l'emporte le 4 décembre 1932.
Il est enterré dans le cimetière de Starnberg. Sa tombe porte l'inscription Vivo, « je suis vivant ». Sa femme, Philomena Bernt, lui survivra jusqu'à l'âge de quatre-vingt-treize ans, en 1967.

## Œuvres

### Recueils de nouvelles
- Der heisse Soldat und andere Geschichten, 1903
- Orchideen. Sonderbare Geschichten, 1904
- Le Cabinet des figures de cire, Retz, 1976 (Das Wachsfigurenkabinett. Sonderbare Geschichten, 1916), trad. Arnold Waldstein
- Des deutschen Spiessers Wunderhorn. Gesammelte Novellen, 1913Intégrale des nouvelles de Gustav Meyrink
- Goldmachergeschichten, 1925
- Histoires fantastiques pragoises, Flammarion coll. « Garnier-Flammarion » no 1226, 2006 (Das Haus zur letzten Latern. Nachgelassenes und Verstreutes, 1973), trad. Jean-Jacques Pollet (posthume)

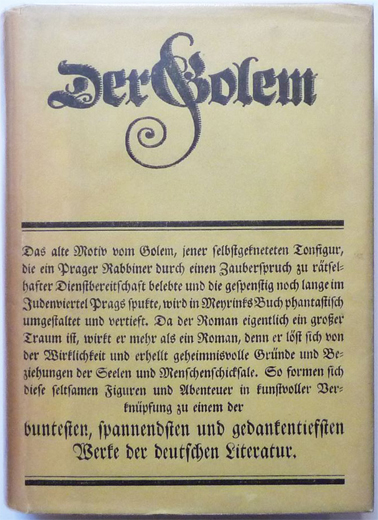
Der Golem, édition originale, Kurt Wolff Verlag, Leipzig 1915/16

### Romans
- Le Cardinal Napellus, Retz, 1977 (Der Kardinal Napellus, 1915), trad. Marcel Schneider
- Le Golem, Éditions Stock, 1969 (Der Golem, 1915), trad. Denise Meunier
- Le Visage vert, Éditions du Vieux colombier, 1964 (Das grüne Gesicht, 1916), trad. Andrée Diana Sampieri
- La Nuit de Walpurgis, Éditions du Vieux colombier, 1963 (Walpurgisnacht. Phantastischer Roman., 1917), trad. Andrée Diana Sampieri
- Le Dominicain blanc, Éditions du Vieux colombier, 1963 (Der weiße Dominikaner. Aus dem Tagebuch eines Unsichtbaren., 1921), trad. Andrée Diana Sampieri
- L'Ange à la fenêtre d'occident, Retz, 1975 (Der Engel vom westlichen Fenster, 1927), trad. Saint-Helm.